# Amerikansk skovstork
Amerikansk skovstork (latin: Mycteria americana) er en storkefugl, der lever i Amerika.